# Lousã
Lousã est une ville portugaise du district de Coimbra, qui appartenait à l'ancienne province de Beira Litoral, aujourd'hui dans la région Centre (NUTS II) et la sous-région de la région de Coimbra (NUTS III).
La ville de Lousã est le siège de la municipalité de Lousã, qui a une superficie de 138,40 km² et est subdivisée en 4 paroisses: Foz de Arouce e Casal de Ermio, Gândaras, Lousã e Vilarinho et Serpins. La municipalité compte 17 604 habitants en 2021.

## Géographie
Lousã est limitrophe :
- au nord, de Vila Nova de Poiares,
- à l'est, de Góis,
- au sud-est, de Castanheira de Pera,
- au sud, de Figueiró dos Vinhos,
- à l'ouest, de Miranda do Corvo.

## Histoire
La municipalité a été créée en 1513 sous le nom de Louzan, nom qui changea ensuite pour se transformer en Louzã et Lousã.

## Démographie
| 1801  | 1849   | 1900   | 1930   | 1960   | 1981   | 1991   | 2001   | 2004   |
| ----- | ------ | ------ | ------ | ------ | ------ | ------ | ------ | ------ |
| 6 574 | 10 275 | 11 685 | 12 905 | 13 900 | 13 020 | 13 447 | 15 753 | 17 252 |

| 2011   | 2021   | - | - | - | - | - | - | - |
| ------ | ------ | - | - | - | - | - | - | - |
| 17 604 | 17 007 | - | - | - | - | - | - | - |

## Jumelage
- Prades (France) depuis 1991

## Subdivisions
Depuis la réorganisation territoriale de 2013, la municipalité de Lousã regroupe désormais quatre paroisses (freguesia, en portugais) au lieu de six auparavant :
- Foz de Arouce e Casal de Ermio (1 263 hab. en 2021, fusion de Foz de Arouce et Casal de Ermio)
- Gândaras  (1 111 hab. en 2021)
- Lousã e Vilarinho (12 921 hab. en 2021, fusion de Lousã et Vilarinho)

Carte des paroisses de Lousã.

- Serpins  (1 711 hab. en 2021)

## Patrimoine naturel et culturel
- Serra da Lousã ;
- Aldeias de Xisto (villages de schiste) ;
- Château de Lousã (pt).
- Manoirs ;
- Sanctuaire Notre-Dame-de-la-Piété ;
- Piscines naturelles.

## Personnalités
- Vicente Ferrer Neto de Paiva (1798-1886), homme politique portugais ;
- Francisco Maria Supico (1830-1911), homme politique portugais ;
- Francisco José Fernandes Costa (1867-1925), homme politique portugais ;
- António de Sousa Horta Sarmento Osório (1882-1960), homme politique portugais ;
- Carlos Alberto Vidal "Avô Cantigas" (1954), chanteur, compositeur portugais ;
- Bento Rodrigues (1970), journaliste portugais ;
- Nuno Assis (1977), footballeur portugais ;
- Hugo Seco (1988), footballeur portugais ;
- Catarina Amado (1999), footballeuse portugaise.